# Кузьминовка (Богатовский район)
Кузьми́новка — посёлок сельского типа у подножья Бирюковской горы на востоке Богатовского района Самарской области. Входит в состав сельского поселения Арзамасцевка.

## История
Точная дата основания посёлка не известна. Приблизительно упоминания относятся к концу XIX-го века. Посёлок сформирован выходцами из окружающих сёл Арзамасцевка, Аверьяновка, Беловка. До февраля 1954 года вместе в посёлком Бирюковка входил в состав колхоза "имени Чапаева". В советское время поселение относилось к колхозу «Советская Россия» (село Беловка) после объединения с колхозом "имени Чапаева". Однако, из-за удалённости от него развития не получало. Рядом с посёлком протекает живописная река Кутулук.

## Население
| 2010 |
| ---- |
| 4    |